# Steve Reeves
Stephan L. 'Steve' Reeves (Glasgow, Montana, 21 januari 1926 - Escondido, Californië, 1 mei 2000) was een Amerikaans acteur en bodybuilder.

## Levensloop
Reeves kreeg in zijn tiener jaren interesse in de sport bodybuilding. Na zijn schooltijd moest hij in het Amerikaanse leger en diende tijdens de Tweede Wereldoorlog in de Filipijnen. Na zijn diensttijd behaalde hij in 1947 de 'Mister America'-titel voor meest gespierde en atletische persoon en in 1950 behaalde hij de 'Mister Universe'-titel. Hierna betrachtte hij een acteercarrière en debuteerde in een kleine rol in de film Athena.
In 1957 vertrok Reeves naar Italië om in de film Hercules te spelen. Het werd een groot succes en Reeves bleef tussen 1959-64 in de zogenaamde zwaard- en sandalenfilms verschijnen. Hij was in die periode een van de best betaalde acteurs van Europa.
In 1994 kreeg hij een Saturn Award voor zijn 'Lifetime career' in de filmindustrie.
Reeves overleed op 74-jarige leeftijd op 1 mei 2000 aan de gevolgen van een bloedprop, nadat hij twee dagen daarvoor was geopereerd in het ziekenhuis.

## Beknopte filmografie
- Athena (1954)
- Jail Bait (1954)
- Hercules (1957)
- Hercules Unchained (1959)
- Goliath and the Barbarians (1959)
- Morgan, the Pirate (1960)
- Romolo e Remo (1961)
- The Legend of Aeneas (1962)

- Biblioteca Nacional de España: XX1320616
- Bibliothèque nationale de France: cb14041979j (data)
- Gemeinsame Normdatei: 135622298
- International Standard Name Identifier: 0000 0000 6635 9025
- Library of Congress Control Number: n81124720
- Nationale Bibliotheek van Tsjechië: xx0155494
- Nationale Bibliotheek van Israël: 987007332685305171
- Nederlandse Thesaurus van Auteursnamen: 069866805
- SNAC: w6vt2p1b
- Système universitaire de documentation: 060166576
- Virtual International Authority File: 8607800
- WorldCat: E39PBJp9rp4rjJDtRcWVrByjmd